# Maxime Laoun
Maxime Laoun est un patineur de vitesse sur piste courte canadien.

## Biographie
Laoun entre en compétition internationale en 2014 avec ses premiers championnats du monde juniors de short-track et, sans jamais monter sur le podium sur les trois éditions, termine toutefois quatrième du 500 mètres en 2016.
Il fait ses débuts en coupe du monde en 2018, avec notamment une médaille de bronze sur l'épreuve de relais 5000 mètres à Salt Lake City.
Début novembre 2019, Laoun obtient avec son équipe une belle troisième place lors de la première manche de la coupe du monde 2019-2020 mais plus tard dans le mois, il est blessé souffrant d'une triple fracture du tibia et du péroné, et a subi trois interventions chirurgicales et une rééducation pour reprendre l'entraînement en mai 2020.
Il montera sur un podium lors de la dernière manche de la coupe du monde 2021-2022 à Dordrecht avec une médaille d'argent sur le relais avec ses coéquipiers Dion, Dubois et Hamelin.
Le 18 janvier 2022, Laoun est nommé dans l'équipe olympique canadienne de 2022. S'il chute lors de son épreuve individuelle sur 500m, il qualifie ensuite son équipe le même jour pour le Relais masculin ; il devra laisser sa place en finale à Jordan Pierre-Gilles qui décrochera avec l'équipe le titre olympique.